# 鑲帶笛鯛
鑲帶笛鯛，為輻鰭魚綱鱸形目鱸亞目笛鯛科的其中一種，分布於東太平洋區，從墨西哥至厄瓜多海域，棲息深度3-30公尺，本魚體一般為明亮的黃色，兩側具5個黑邊的藍白色條紋，肚皮白色且具有窄灰線，鰭，體長可達30公分，生活在珊瑚礁、岩礁海域，成群活動，屬肉食性，可做為食用魚。
其种加词“viridis”意为“绿色的”。